# Краљевски пут
Персијски краљевски пут је био древни пут који је реорганизовао и поново изградио персијски владар Дарије I у петом веку пре нове ере. Дарије је изградио пут како би омогућио брзу комуникацију широм свог великог царства, од града Сузе до Сарда. Гласници су могли да коњима пређу 2,699  за седам дана; путовање од Сузе до Сарда трајало је деведест дана уколико се ишло пешке. Старогрчки историчар Херодот је записао: „Не постоји нико на свету ко путује брже од персијских гласника“.

## Траса Краљевског пута
Траса пута је реконструисана из Херодотових записа, археолошких истраживања, и других историјских извора. Пут је почињао на западу, у Сарду (на егејској обали Лидије, око 100 километара источно од Измира у данашњој Турској), простирао се ка истоку кроз савремени средњи део северне Турске, (прелазећи, према Херодоту, преко реке Халус) и пролазећи кроз Киликијска врата ка старој асирској престоници Ниниви (данашњи Мосул у Ираку), да би, затим, скретао јужно ка Вавилону (близу данашњег Багдада у Ираку). Веровало се да се пут од тачке најближе Вавилону делио на две гране, једна је водила североистично, па затим источно преко Екбатане настављајући дуж Пута свиле, а друга је настављала ка истоку, до будуће персијске престонице Суза (данашњи Иран) а затим југоисточно ка Персепољу.

## Историја Краљевског пута
Пошто пут није користио ни најкраћу ни најлакшу могућу руту између важних градова Персијског царства, археолози сматрају да су његови западнији делови највероватније оригинално изграђени у време асирских владара, јер пут води кроз центар њиховог тадашњег царства. Делове пута који се простиру источно, а могу се идентификовати у данашњем северном Ирану, спомиње Херодот, који је Персију посматрао очима јонског Грка на западу; делови Краљевског пута који пролазе централним делом Ирана се поклапају са великим трговачким путем који је познат као Пут свиле.
Међутим, Дарије I је тај који је учинио Краљевски пут познатим до данас. Каснија побољшања којима су Римљани ојачали његову основу, тако што су чврсто насули шљунком пут ширине 6,25 , и оградили га каменом, су нађена у околини Гордијума а повезивала су делове у целину која се простирала на око 2400 километара, првенствено као поштански пут, дуж кога се налазило 111 поштанских станица у којима су увек били на располагању одморни коњи и свежи коњаници гласници, који су омогућавали брз начин комуникације широм државе.
Реконструкција коју је спровео Дарије била је толико квалитетна да је пут био коришћен све до римских времена. У Дијарбакиру, у Турској, још увек постоји мост из периода интентзивне употребе Краљевског пута. Између осталог, пут је помогао Персијанцима да интензивирају трговање на велику даљину, које је достигло свој врхунац у време Александра Македонског.

## Помињање краљевског пута у општој култури
Постоји мишљење да је Еуклид на питање Птолемеја Првог да ли има лакшег начина за учење математике, одговорио да „не постоји краљевски пут за геометрију“.